# 오데마 피게

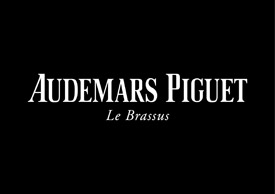
오데마 피게 로고

오데마 피게(Audemars Piguet)는 1875년, 줄 루이 오데마(Jules Louis Audemars)와 에드워드 오귀스트 피게(Edward Auguste Piguet) 듀오가 설립한 스위스의 시계 제조 회사이다.
대표 모델로는 로얄 오크가 있으며, 로얄 오크는 21세기 들어와 스포츠 워치 열풍과 함께 큰 인기를 얻게 되었다.
로얄 오크는 쿼츠 파동 당시 오데마 피게를 살렸다고 생각하는 사람이 있으나 실제로는 울트라씬 기록을 세운 퀀텀 퍼페추얼 캘린더가 회사를 먹여살렸으며 로얄 오크는 당시에 혁신적이긴 했지만 지금 생각하는 것만큼의 인기와 돈벌이는 되지 못했다. 현재 로얄 오크는 파텍필립 노틸러스와 바쉐론 콘스탄틴의 오버시즈와 함께 최고의 럭셔리 스포츠 워치로 평가받고 있다. 스포츠워치중 가장 수트에 잘어울리는 시계이며, 파텍필립도 이 로얄오크의
흥행을 보고 노틸러스를 판매하기로 했다.

## 설립
오데마 피게의 뿌리는 1874년, 당시 23살의 루이 오데마와 21살의 오귀스트 피게가 발레드주(Vallée de Joux)에서 만나면서 시작된다. 오데마와 피게는 둘 다 발레드주 안에 있는 작은 마을인 르 브라수스(Le Brassus)에서 태어났다. 학교를 졸업하면서부터 본격적으로 시계 생산을 시작했다. 그 후, 1875년 오데마와 피게는 함께 시계 제조 회사를 설립하고 그것이 현재의 오데마 피게의 전신이 되었다.